# Shampoo
Shampoo – brytyjski żeński zespół muzyczny z gatunku pop punk/power pop, aktywny w latach 1993-2000. Założony przez Jacqueline „Jacqui” Blake i Caroline „Carrie” Askew. Znany głównie z przeboju „Trouble”.

## Dyskografia
| Rok  | Album | Notowania | Notowania |
| Rok  | Album | UK        | JP        |
| ---- | --- | --------- | --------- |
| 1994 | We Are Shampoo - Wytwórnie: Food Records, Parlophone, Toshiba EMI-Ltd, Cherry Red - Uwagi: Ponowna edycja z sześcioma utworami ze stron „B” singli w 2007. | 45        | 8         |
| 1995 | Shampoo Or Nothing - Wytwórnie: Toshiba EMI Ltd - Uwagi: W Japonii jako Girl Power                                                                         | –         | –         |
| 1996 | Girl Power - Wytwórnie: Food Records, Parlophone - Uwagi: W Wielkiej Brytanii jako Shampoo Or Nothing                                                      | –         | –         |
| 2000 | Absolute Shampoo - Wytwórnia: Shampoo Records - Uwagi: Dystrybucja wyłącznie internetowa                                                                   | –         | –         |